# Argemone gracilenta
Argemone gracilenta Greene – gatunek rośliny z rodziny makowatych (Papaveraceae Juss.). Występuje naturalnie w Stanach Zjednoczonych (w południowo-zachodniej części Arizony) oraz Meksyku (w stanach Sonora i Kalifornia Dolna). 

## Morfologia
PokrójBylina dorastająca do 40–120 cm wysokości. Łodyga jest lekko pokryta kolcami.
LiścieSą pierzasto-klapowane, kolczaste.
KwiatyPłatków mają białą barwę i osiągają do 30–45 mm długości. Kwiaty mają 150 pręcików o jasnożółtych nitkach. Zalążnia zawiera 3 lub 4 owocolistków.
OwoceTorebki o kształcie od elipsoidalnego do owalnie elipsoidalnego. Są pokryte kolcami. Osiągają 30–45 mm długości i 8–14 mm szerokości.

## Biologia i ekologia
Rośnie na pustynia oraz otwartych suchych przestrzeniach. Występuje na wysokości do 900 m n.p.m.